# Viniloversus
El Viniloversus es una banda del Rock alternativo fundada en 2004 en Caracas, Venezuela. Está integrada por Rodrigo Gonsalves, Adrián Salas, Juan V. Belisario y Orlando Martínez. Es reconocida por la fuerte presencia de su sonido en vivo y en estudio, teniendo la particularidad de tener dos bajistas en la formación.
Empezaron como un trío de Power Pop que en ese momento se llamaba 'Vinilo, conformado por Rodrigo Gonsalves (Guitarra y voz), Adrián Salas (bajo y guitarra), y Orlando Martínez (batería). Luego de un tiempo tuvieron la idea de hacer algo original en la banda, y se les ocurrió tener dos bajos, uno que siguiera los patrones de un bajista común y otro bajo con distorsión. Con esto entra en 2005 Héctor Besson como bajista. Ambos bajistas tocaban con los dedos, pero en la actualidad ambos lo hacen con pajuela (Adrián Salas y Juan V. Belisario).

## Historia

### Inicios: Festival Nuevas Bandas
Luego de la formación de la banda, en el 2006 clasifican en el Festival Nuevas Bandas como representantes de la ciudad capital, con una serie de 5 canciones, en la que se encontraba una canción titulada "Nada", la cual posteriormente formaría parte de su primera producción discográfica. Se titularon ganadores del festival un 29 de julio, frente a un público de más de 6000 personas. Seguidamente, comenzaron a presentarse en festivales y locales representativos del rock, a nivel nacional.

### El Día Es Hoy (2006-2008)
La banda comienza a grabar su primera producción discográfica en el 2007, con el título de "El Día Es Hoy" en Remoto Studio, ubicado en Caracas, Venezuela. En el proceso creativo de este trabajo discográfico, modificaron el nombre de la canción "Nada" y paso a titularse "Nada Número Dos". Esta producción está integrada por 12 canciones, de las cuales las que tuvieron mayor reconocimiento fueron "Directo Al Grano" y "Dos Secretos", el videoclip de esta última fue televisado en el canal Boomerang (canal de televisión). 
En el 2008 hacen su primera gira internacional, la cual fue realizada en España, presentándose en las provincias Madrid, Barcelona y Bilbao, para impulsar el lanzamiento en digital del disco. Simultáneamente utilizaron este tiempo para grabar el videoclip del tema "Cocaína".

## Miembros
- Rodrigo Gonsalves (guitarra y voz)
- Juan Víctor Belisario (bajo y coros)
- Orlando Martínez (batería)
- Alberto Duhau (guitarra)

### Miembros anteriores
- Adrián Salas (bajo)
- Héctor Besson (bajo)

## Discografía
- El Día Es Hoy (2008)
- Si No Nos Mata (2010)
- Cambié De Nombre (2012)
- Days Of Exile (2017)
- VVV (2019)
- En Vivo (2021)
- Mi mejor enemigo (2024)